# Moreruela de los Infanzones
Moreruela de los Infanzones – gmina w Hiszpanii, w prowincji Zamora, w Kastylii i León, o powierzchni 31,26 km². W 2011 roku gmina liczyła 379 mieszkańców.